# Futuro
La Futuro ou Maison Futuro, est un habitat préfabriqué conçu par le finlandais Matti Suuronen.
Une centaine d'exemplaires de cette maison furent construits entre la fin des années 1960 et le début des années 1970. Leur forme distinctive dans le style des soucoupes volantes et leur entrée en sas d'avion rendent ces constructions très populaires chez les collectionneurs.
La Futuro est composée de plastique polyester et de fibre de verre, mesure environ 3 mètres de haut pour 8 (puis 5) mètres de diamètre.
Le Marché Dauphine à Saint-Ouen présente une Maison Futuro, installée sur la place centrale. Elle est l’emblème du Marché Dauphine et sert d'espace événementiel. 
Durant l'été 2018, une Maison Futuro a été installée dans les Jardins suspendus du Havre.

## Galerie

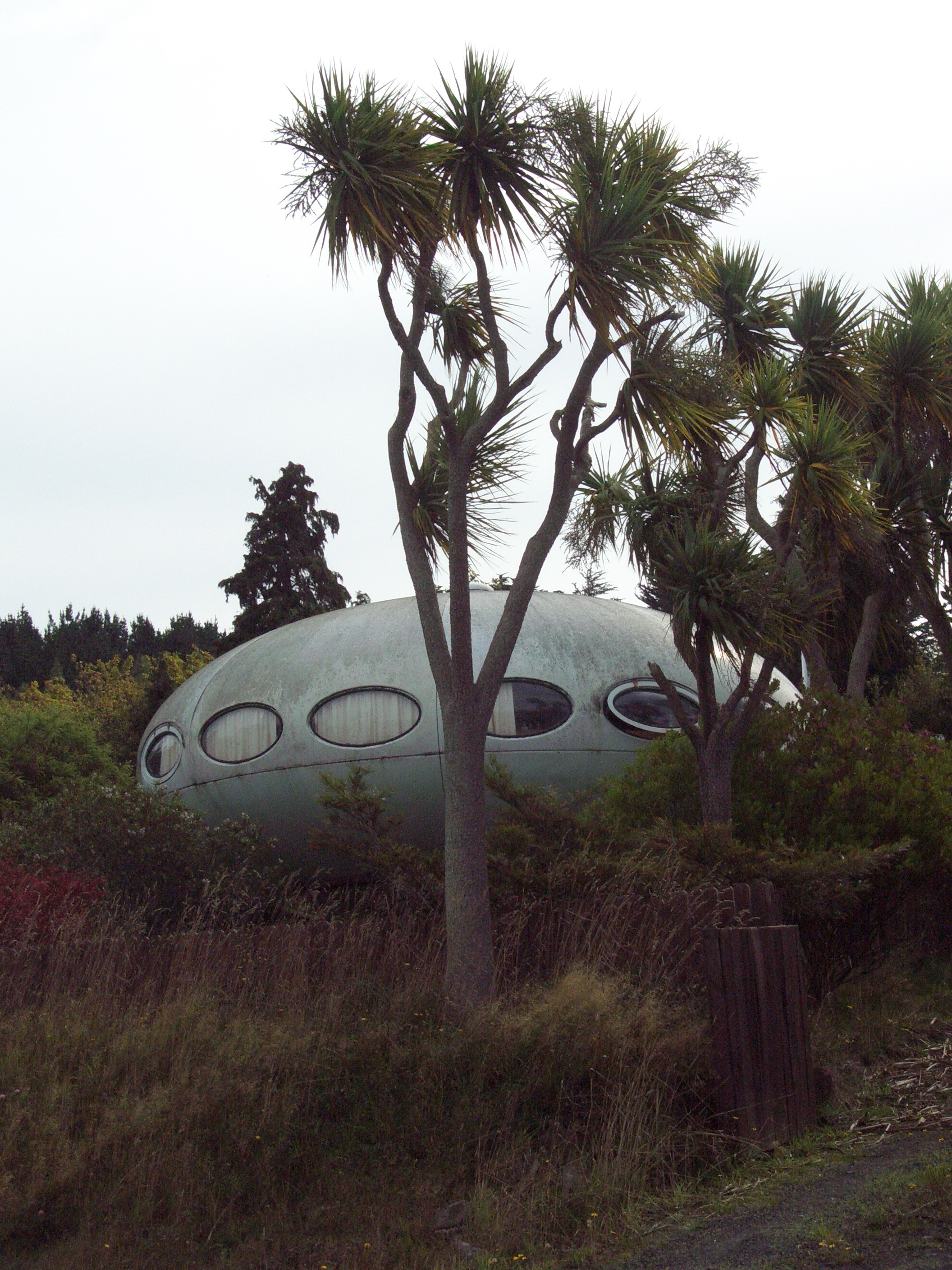
Une maison Futuro à Warrington (Nouvelle-Zélande)
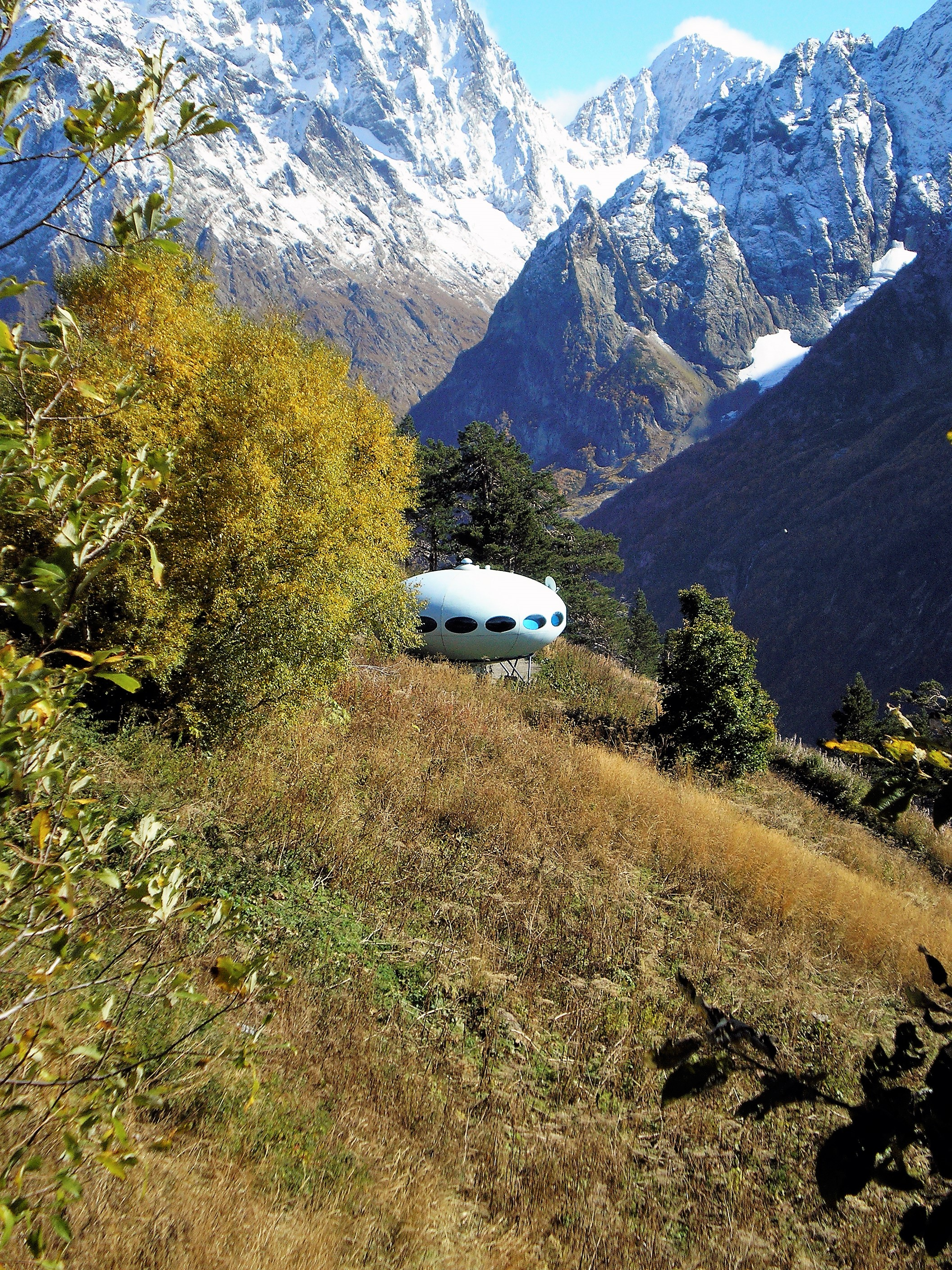
Une maison Futuro à Dombaï, république de Karatchaïévo-Tcherkessie (Russie)